# St. Nikolai (Grillenberg)

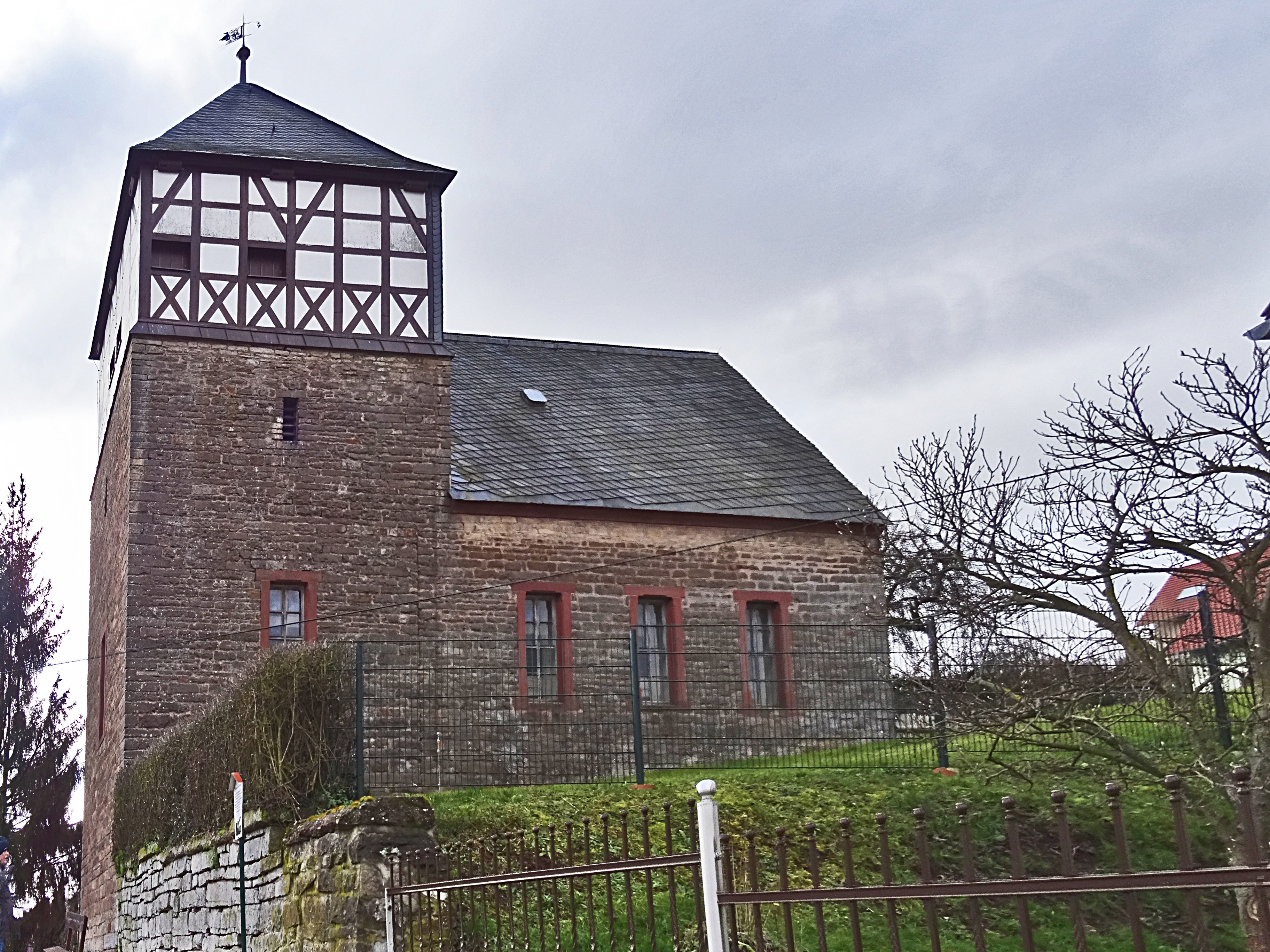
St. Nikolai

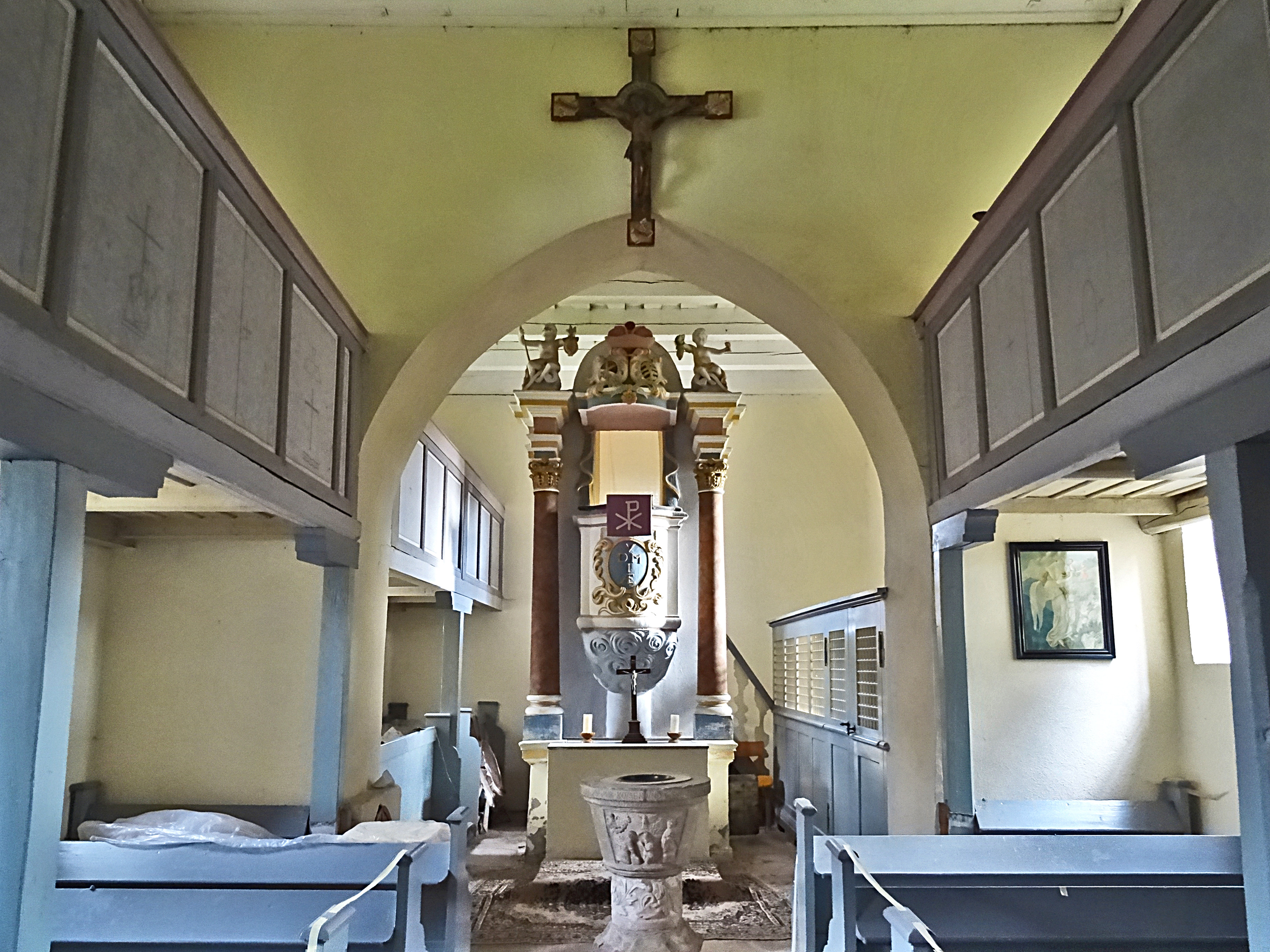
Innenansicht

Die evangelische Dorfkirche St. Nikolai liegt im Ortsteil Grillenberg der Stadt Sangerhausen im Landkreis Mansfeld-Südharz in Sachsen-Anhalt. Sie gehört zum Pfarrbereich Obersdorf im Kirchenkreis Eisleben-Sömmerda der Evangelischen Kirche in Mitteldeutschland.

## Geschichte
Die Kirche diente in vorreformatorischer Zeit als Kapelle der Burg Grillenberg. Der Ostturm wurde im 13. Jahrhundert errichtet. Der Unterteil diente damals schon als Altarraum. Im Triumphbogen befindet sich die jetzt mit einer Tür verschlossene Sakramentennische.

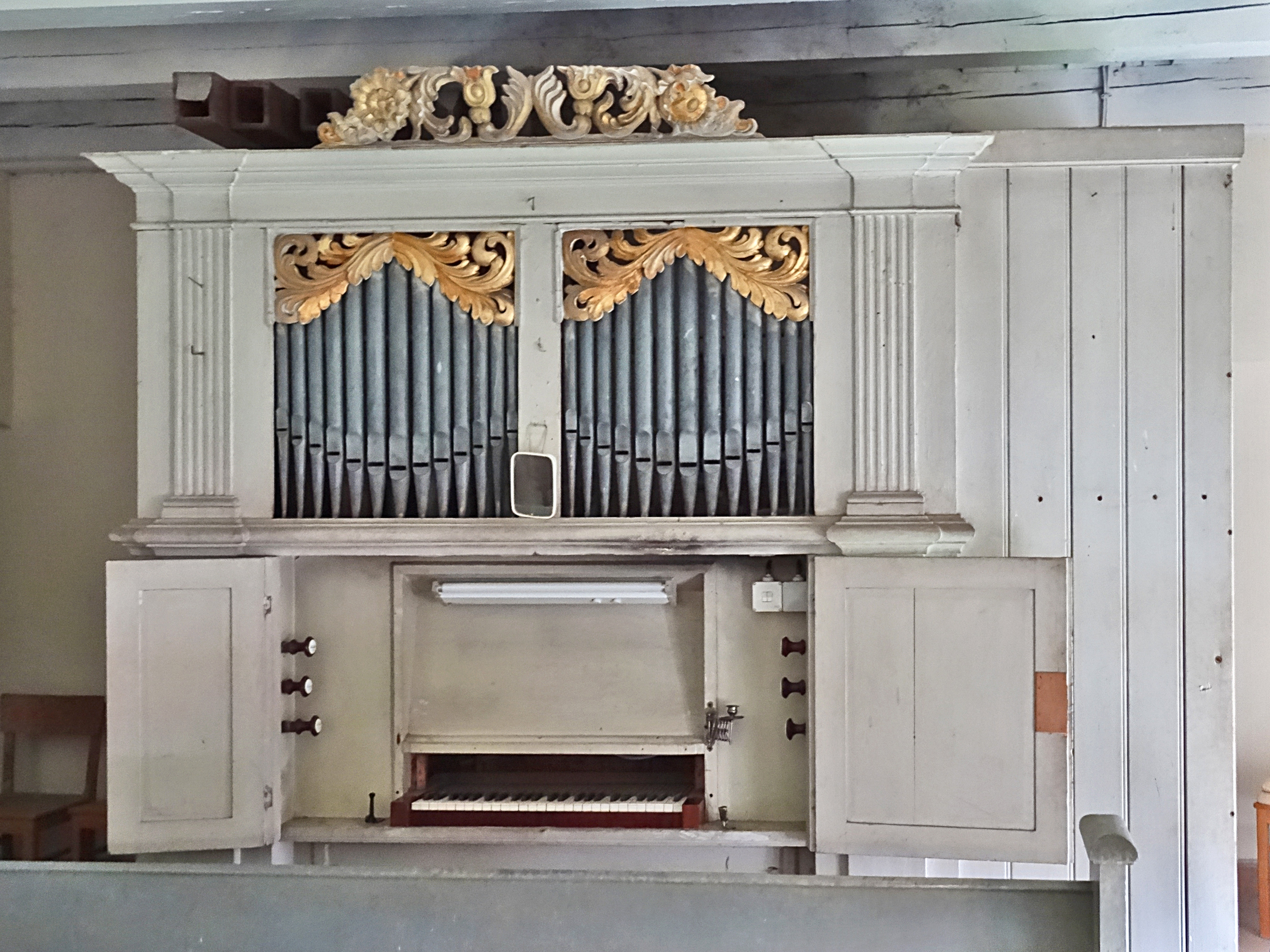
Die Orgel

Der Taufstein stiftete Melchior von Morungen und dessen Gattin Anna. Melchior verstarb nach einem Vermerk auf dem Taufstein 1556. Die Kirche wurde immer wieder umgebaut und verändert. Am 23. August 1891 fand ein Knopffest statt.
Ab 1904 wurde die Kirche stückweise ab- und auf den Grundmauern wieder aufgebaut. Am 2. Oktober 1905 wurde die Kirche durch Generalsuperintendent Höhndorf wieder eingeweiht.
Der beheizbare Gemeinderaum besteht seit 1962. Im Jahr 1987 zersprang eine alte Glocke, die nun im Gelände aufgestellt ist und ersetzt wurde. Der neue blecherne Klang störte die Bürger, sodass ein Bronzeklöppel Abhilfe bringen musste. 
Das Kirchlein ist renoviert.
Die Orgel wurde 1858 vom Orgelbauer Menzel aus Wolferstedt eingebaut. Damals kostete sie 330 Taler.